# 岸の浦
岸の浦（きしのうら）は福岡県北九州市八幡西区の地名。岸の浦一丁目から二丁目の町がある。住居表示実施済み。郵便番号は806-0034。

## 地理
八幡西区の北部東側に位置し、北に熊手、東に岡田町，東鳴水、南に西鳴水、西に幸神，東曲里町と接する。

### 河川
- 二級河川 撥川

## 地域の特徴
南に向かって上り勾配となっており、西縁および南西部は高台となっている。北縁に沿って山手通りが東西に走り、東縁の内側を撥川が北流する。北端に北九州市立八幡西図書館，黒崎ひびしんホール、中央部にJCHO九州病院，八幡年金事務所，福岡労働局 北九州西労働基準監督署などがある。

## 歴史
1942年（昭和17年）頃から当地付近の区画整理が行われ、1948年（昭和23年）に八幡製鉄所社宅276戸が建築され、住宅地化が始まった。JCHO九州病院の前身は九州厚生年金病院で、2004年（平成16年）に現在地に移転するまでは二丁目の黒崎ひびしんホールの場所にあった。

### 地名の由来
大字熊手の字、岸の浦に由来する。かつてはこの辺りまで海であったといわれる。

### 沿革
- 1960年（昭和35年） - 大字熊手，大字鳴水の一部より岸の浦町新設[5]。
- 1963年（昭和38年）2月1日 - 八幡市、戸畑市、小倉市、若松市、門司市の5市が合併し、北九州市が発足。八幡市岸の浦町は北九州市八幡区岸の浦町となる。
- 1963年（昭和38年）4月1日 - 北九州市が政令指定都市に指定され、八幡区、戸畑区、小倉区、若松区、門司区の5区を設置。北九州市八幡区岸の浦町は北九州市八幡区岸の浦町となる。
- 1967年（昭和42年）6月1日 - 岸の浦一丁目 - 二丁目新設。岸の浦町は消滅[6]。
- 1974年（昭和49年）4月1日 - 八幡区が八幡西区と八幡東区に分かれ、八幡区岸の浦一丁目 - 二丁目は八幡西区岸の浦一丁目 - 二丁目となる[7]。

### 町名の変遷
| 実施内容          | 実施年月日               | 実施後       | 実施前                   |
| ----------------- | ------------------------ | ------------ | ------------------------ |
| 町名新設 住居表示 | 1967年（昭和42年）6月1日 | 岸の浦一丁目 | 岸の浦町の一部           |
| 町名新設 住居表示 | 1967年（昭和42年）6月1日 | 岸の浦二丁目 | 岸の浦町，熊手町の各一部 |

## 世帯数と人口
2025年（令和7年）3月31日現在（北九州市発表）の世帯数と人口は以下の通りである。
| 町           | 世帯数  | 人口    |
| ------------ | ------- | ------- |
| 岸の浦一丁目 | 425世帯 | 935人   |
| 岸の浦二丁目 | 361世帯 | 607人   |
| 計           | 786世帯 | 1,542人 |

### 人口の変遷
国勢調査による人口の推移。
| 1995年（平成7年）  | 1,125人 | [ 8 ]  |  |
| 2000年（平成12年） | 926人   | [ 9 ]  |  |
| 2005年（平成17年） | 891人   | [ 10 ] |  |
| 2010年（平成22年） | 1,076人 | [ 11 ] |  |
| 2015年（平成27年） | 1,407人 | [ 12 ] |  |
| 2020年（令和2年）  | 1,703人 | [ 13 ] |  |

### 世帯数の変遷
国勢調査による世帯数の推移。
| 1995年（平成7年）  | 594世帯 | [ 8 ]  |  |
| 2000年（平成12年） | 512世帯 | [ 9 ]  |  |
| 2005年（平成17年） | 484世帯 | [ 10 ] |  |
| 2010年（平成22年） | 517世帯 | [ 11 ] |  |
| 2015年（平成27年） | 652世帯 | [ 12 ] |  |
| 2020年（令和2年）  | 787世帯 | [ 13 ] |  |

## 学区
市立小・中学校に通う場合、学区は以下の通りとなる。
| 町           | 街区     | 小学校                   | 中学校               |
| ------------ | -------- | ------------------------ | -------------------- |
| 岸の浦一丁目 | 1 - 12番 | 北九州市立鳴水小学校     | 北九州市立黒崎中学校 |
| 岸の浦一丁目 | 13番     | 北九州市立黒畑小学校     | 北九州市立黒崎中学校 |
| 岸の浦二丁目 | 1番      | 北九州市立黒崎中央小学校 | 北九州市立黒崎中学校 |
| 岸の浦二丁目 | 2 - 7番  | 北九州市立熊西小学校     | 北九州市立熊西中学校 |

## 交通

### バス
域内のバス停と系統は以下のとおりである。
| 運行事業者 | 運行事業者     | 西鉄バス北九州 | 西鉄バス北九州 | 西鉄バス北九州 | 西鉄バス北九州 | 北九州市交通局 | 北九州市交通局 |
| 系統       | 系統           | 無番           | 57             | 82             | 197            | 51             | 57             |
| 停留所     | JCHO九州病院前 | ○              |                |                |                | ○              | ○              |
| 停留所     | 熊手四ツ角     |                | ○              | ○              | ○              | ○              | ○              |

## 施設

### 役所・公的機関
- 八幡年金事務所
- 福岡労働局 北九州西労働基準監督署

### 公共施設
- 北九州市立八幡西図書館

### 医療施設
- JCHO九州病院

### 文化施設
- 黒崎ひびしんホール（北九州市立黒崎文化ホール）

### 公園
- 曲里の松並木公園
- 茶屋原公園